# Bahnhof Frankfurt-Griesheim
Der Bahnhof Frankfurt-Griesheim ist ein wichtiger Betriebsbahnhof für den Eisenbahnverkehr in Frankfurt am Main und ein Personenbahnhof. Hier beginnt – rund fünf Kilometer westlich des Empfangsgebäudes – das große und bis zu 600 Meter breite Gleisvorfeld des Frankfurter Hauptbahnhofs.

## Allgemeines
Der Bahnhof wurde 1877 von der Hessischen Ludwigsbahn an der Main-Lahn-Bahn im Norden des Ortskerns Griesheim eingerichtet. 1968 entstand das bis heute existierende Bahnhofsgebäude. Der Personenbahnhof selbst dient heute nur noch dem S-Bahn-Verkehr. Ihn bedienen die Linien S1 (Wiesbaden Hbf–Rödermark-Ober Roden) und S2 (Niedernhausen–Dietzenbach). Der Bahnhof besitzt einen Inselbahnsteig und einen Seitenbahnsteig, also drei Bahnsteiggleise.
Kurz hinter dem Bahnhof ist ein Abzweig zur DB-Fernverkehr-Wartungshalle. Von der Wartungshalle aus kann man den Abstellbahnhof und die städtische Verbindungsbahn erreichen. Auf der Verbindungsbahn verkehren heute Übergabefahrten der HFM Managementgesellschaft für Hafen und Markt mbH im Güterverkehr und im Personenverkehr gelegentlich Züge der Historischen Eisenbahn Frankfurt (HEF) mit Dampf- und Diesellokomotiven sowie Schienenbussen.
Auch gibt es von der Wartungshalle einen Anschluss an ein Stahl-/Beton-Werk sowie einen Recyclinghof.
Von 1930 bis zur Betriebsaufnahme der S-Bahn Rhein-Main 1978 wurde der Bahnhof außerdem von den Straßenbahnen der Linie 14 angefahren.
Für den städtischen Busverkehr stehen zwei Bushaltestellen zur Verfügung. Auf der südlichen Bahnhofsseite halten die Stadtbuslinien 54 (Griesheim Bahnhof–Sindlingen Friedhof) und 89 (Griesheim Erzbergerstraße–Rebstock Leonardo-Da-Vinci-Allee). Die Linie 89 hält auch auf der nördlichen Bahnhofsseite (Haltestelle Griesheim Bahnhof / Eichenstraße). Zusätzlich hält dort werktags die Linie 52 (Griesheim Jägerallee–Gallus Schloßborner Straße), die eine Direktverbindung zum Stadtteil Gallus herstellt.

## Städtebauliche Umgebung

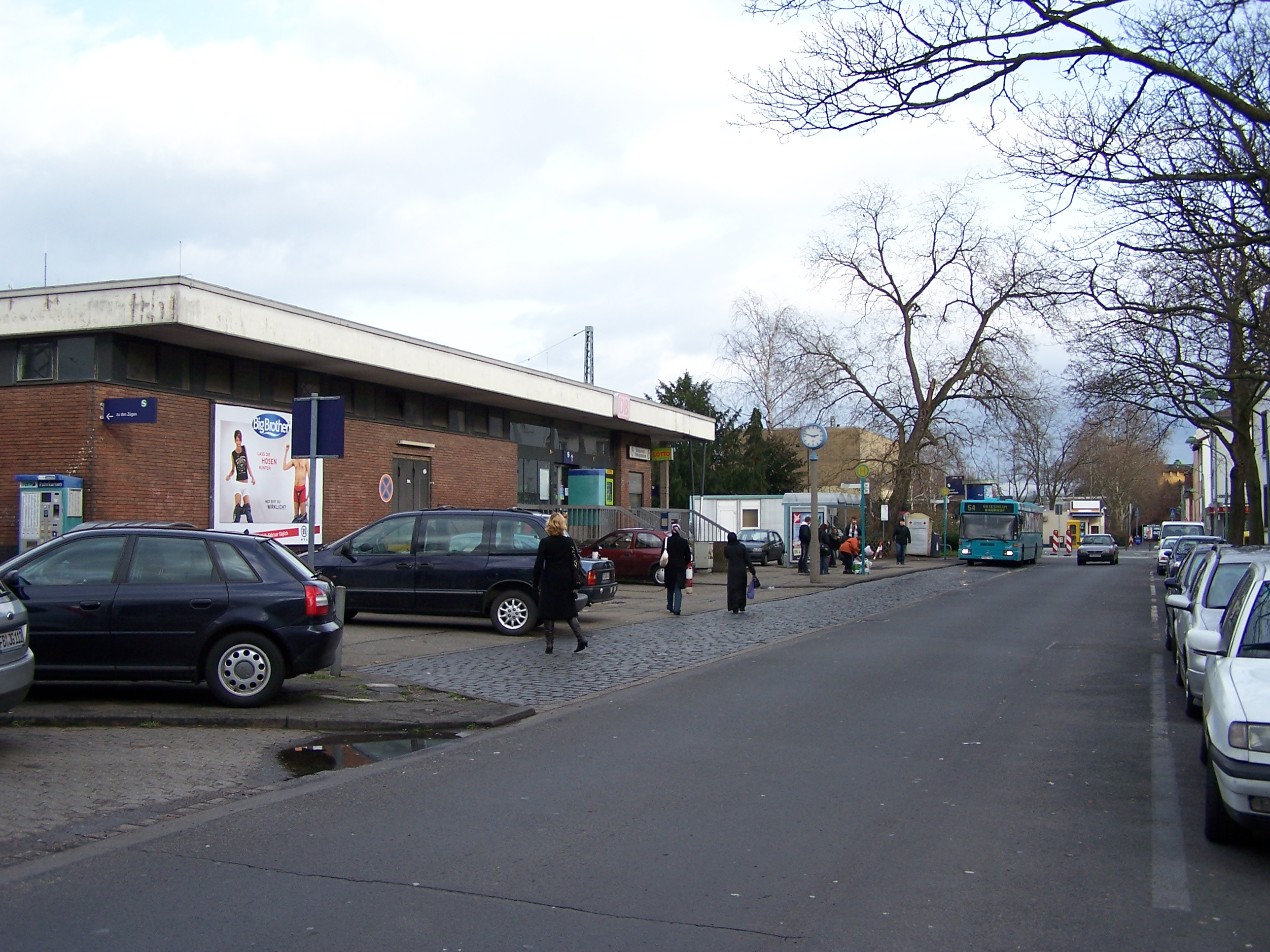
Empfangsgebäude und Bushaltestelle

Der Bahnhof liegt heute in der Mitte des größten Stadtteils im Frankfurter Westen, zwischen Main und Mainzer Landstraße. Südlich befindet sich das historische Kerngebiet Griesheims, nördlich die Neubausiedlungen aus der Mitte des 20. Jahrhunderts, ein Teilgebiet davon ist die Siedlung Espenstraße. Eine Brücke östlich und ein Bahnübergang westlich verbinden beide Quartiere.
Die angrenzende Autogenstraße ist auf der gegenüberliegenden Seite mit Gebäuden aus der Gründerzeit bebaut. Auch die Bahnhofsseite wurde mit Wohnhäusern bebaut, nachdem die Deutsche Bahn mehrere Rangiergleise und den Güterbahnhof entfernt hatte.

## Betriebliches
Griesheim liegt an der Kursbuchstrecke 627 (Main-Lahn-Bahn). Der Regional- und Fernverkehr nutzt die parallel verlaufende Taunus-Eisenbahn (KBS 645.1), im Falle von Betriebsstörungen kann jedoch über die Griesheimer Strecke umgeleitet werden. Beide vom Hauptbahnhof ausgehenden Strecken treffen im Bahnhof Frankfurt-Höchst wieder aufeinander.
Östlich des Bahnhofes befand sich außerdem das Betriebswerk der S-Bahn Rhein-Main mit Wagenhallen, Waschanlagen und Werkstätten. Nachdem dieses in den ehemaligen Postbahnhof umzog, ist das Betriebswerk Griesheim für die Wartung der ICE 3, ICE 3M und ICE T und der Züge von DB Regio zuständig.
Westlich des Bahnhofes befindet sich eine Werkstätte der Hessischen Landesbahn.
Der Bahnhof Frankfurt-Griesheim ist Start- und Zielbahnhof der „Waschfahrten“ der DB Fernverkehr AG, also für Fahrten zur Außen- und Innenreinigung in Frankfurt-Höchst.
Der Bahnhof wird aus der Betriebszentrale Frankfurt fernbedient. Das alte Griesheimer Drucktastenstellwerk an Gleis 1 dient heute als Betriebsraum.
Am 17. Februar 2017 kollidierte ICE 78730 im Gleis 207 des Bahnhofs mit dem Gleisabschluss. Dabei entgleiste der führende Endwagen und kam auf dem anschließenden Bahnsteig zum Stehen. Ursache war mangelnde Sorgfalt des Triebfahrzeugführers, die zu einer zu spät eingeleiteten Bremsung führte.
| Linie | Verlauf | Takt                                                                                     |
| ----- | --- | ---------------------------------------------------------------------------------------- |
| S1    | Wiesbaden Hbf – Wiesbaden Ost – Mainz-Kastel – Hochheim (Main) – Flörsheim (Main) – Eddersheim – Hattersheim (Main) – Frankfurt-Sindlingen – Frankfurt-Höchst Farbwerke – Frankfurt-Höchst – Frankfurt-Nied – Frankfurt-Griesheim – Frankfurt (Main) Hbf tief – Frankfurt (Main) Taunusanlage – Frankfurt (Main) Hauptwache – Frankfurt (Main) Konstablerwache – Frankfurt (Main) Ostendstraße – Frankfurt (Main) Mühlberg – Offenbach-Kaiserlei – Offenbach Ledermuseum – Offenbach Marktplatz – Offenbach (Main) Ost – Offenbach-Bieber – Offenbach-Waldhof – Obertshausen – Rodgau-Weiskirchen – Rodgau-Hainhausen – Rodgau-Jügesheim – Rodgau-Dudenhofen – Rodgau-Nieder-Roden – Rodgau-Rollwald – Rödermark-Ober Roden | 30 min 15 min (Hochheim–Rödermark zur HVZ und Flörsheim–Offenbach Ost werktags tagsüber) |
| S2    | Niedernhausen (Taunus) – Niederjosbach – Bremthal – Eppstein – Lorsbach – Hofheim (Taunus) – Kriftel – Frankfurt-Zeilsheim – Frankfurt-Höchst Farbwerke – Frankfurt-Höchst – Frankfurt-Nied – Frankfurt-Griesheim – Frankfurt (Main) Hbf tief – Frankfurt (Main) Taunusanlage – Frankfurt (Main) Hauptwache – Frankfurt (Main) Konstablerwache – Frankfurt (Main) Ostendstraße – Frankfurt (Main) Mühlberg – Offenbach-Kaiserlei – Offenbach Ledermuseum – Offenbach Marktplatz – Offenbach (Main) Ost – Offenbach-Bieber – Heusenstamm – Dietzenbach-Steinberg – Dietzenbach Mitte – Dietzenbach Bhf | 30 min 15 min (zur HVZ)                                                                  |